# Castel Frentano
Castel Frentano est une commune de la province de Chieti dans les Abruzzes en Italie.

## Administration
| Période                                  | Période  | Identité      | Étiquette | Qualité |
| ---------------------------------------- | -------- | ------------- | --------- | ------- |
| 14 juin 2004                             | En cours | Emilio Nasuti |           |         |
| Les données manquantes sont à compléter. |          |               |           |         |

### Hameaux
Ciommi, Colle Ceraso, Crocetta, Feltrino, Lentesco, Pera, Pietragrossa, Porrechi, San Rocco, San Vincenzo, Trastulli

### Communes limitrophes
Guardiagrele, Lanciano, Orsogna, Sant'Eusanio del Sangro